# Baileya
Baileya là một chi thực vật có hoa trong họ Cúc (Asteraceae).

## Loài
Chi Baileya gồm các loài: